# 洛源镇
洛源镇，是中华人民共和国陕西省商洛市洛南县下辖的一个乡镇级行政单位。

## 行政区划
洛源镇下辖以下地区：
洛源街村、秦河村、五龙村、东村、中村、西村、腰庄村、吊棚村、甫尔村、黑章村、农林村、老庄村、涧坪村和桃坪村。